# Велико-Ратно
Велико-Ратно (серб. Велико ратно острво, Veliko ratno ostrvo, дословно - Большой военный остров) — речной русловый остров на Дунае, расположенный в границах Белграда, напротив Калемегдана. На севере острова находится популярный пляж Лидо, наречённый в честь Венецианской лагуны. Остров богат птичьими колониями, некоторые из них имеют статус природных заказников. Рядом с ним находится Мали-Ратни (Малый военный остров). Название известно с 18 века.

## Географическое местоположение

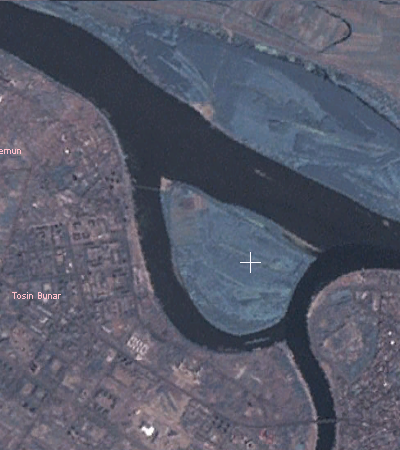
Космический снимок острова

Остров Велико-Ратно расположен в границах Белграда, в месте впадения Савы в Дунай, относительно близко к берегу: крайние точки на юге и юго-западе острова расположены всего в двухстах метрах от берега Дуная (Нови-Београд) и берега Савы (Калемегдан).
Административно остров относится к общине Земун округа Белград. Официально не заселён, но на острове имеется непризнанный дачный посёлок.
В летний период к острову устанавливается понтонный мост.

## История
Остров Велико-Ратно получил своё название ещё в XVI веке. Когда в 1521 году Сулейман Великолепный осаждал Белград, он разместил на этом острове янычарский лагерь. 
Здесь же в 1806 году дислоцировал повстанческую артиллерию легендарный Карагеоргий: отсюда 500 сербских войников обстреливали Калемегдан, который обороняли янычары. Карагеоргию удалось выбить янычар из Белграда и основать одну из двух конкурирующих династий Сербии.
В Первую мировую войну остров Велико-Ратно использовала в качестве плацдарма против Белграда уже австро-венгерская армия.